# Tamsier Joof Aviance
 (avril 2015).
Le contenu est difficilement compréhensible vu les erreurs de traduction, qui sont peut-être dues à l'utilisation d'un logiciel de traduction automatique.
Tamsier Joof Aviance ou Tamsier Aviance (né Tamsier Joof,, le 17 mai 1973,,, ancien nom de scène: Tam Jo) est un danseur, chorégraphe, acteur, mannequin et entrepreneur britannique. Il est d'origine sénégalaise et gambienne. Il a pris le nom de « Aviance » après avoir rejoint la Maison d'Aviance « House of Aviance » une des maisons de danse vogue aux États-Unis. Figurant dans plusieurs comédies musicales, et en tant que danseur de scène pour Mary Kiani, Take That et Janet Jackson,,, il était aussi connu dans la scène londonienne de vogue pendant les années 1990 et est parmi les premiers danseurs de vogue londoniens de l'époque,.

## Jeunesse et l'éducation
Tamsier est né au nord-ouest de Londres (Kensal Rise) dans une famille sénégalo-gambienne. Son défunt père était un célèbre barrister et solliciteur gambien, et sa mère une femme d'affaires. Tamsier a quitté le Royaume-Uni alors qu'il était âgé de deux ans, après que son père a décidé d'emmener sa famille en Gambie et d'y élire domicile,. Tamsier est retourné au Royaume-Uni quelques années plus tard pour poursuivre ses études. Dans une interview dans West Africa Magazine, Tamsier a déclaré :

« Issu d'une famille africaine où l'éducation est tout, j'ai ressenti le besoin de faire plaisir à mes deux parents et à moi-même. J'adore la danse et je déteste la comptabilité, mais la comptabilité apporte de la respectabilité dans les milieux africains, j'ai donc étudié les deux. »

Tamsier a étudié le ballet classique, le jazz, la danse africaine, la danse contemporaine, la danse latine, les claquettes et la notation Laban,. Il a étudié à l'Université du Middlesex, l'Université de Wolverhampton et le London Studio Centre, et est titulaire d'un diplôme universitaire en comptabilité et finance, d'un « Postgraduate Certificate in Education » et d'un diplôme de danse en arts de la scène,,. En 2006, il était un enseignant non actif qualifié et un associé de « The Imperial Society of Teachers of Dancing » et de « The International Dance Teachers Association »,. Tamsier a également pris des cours de danse supplémentaires au « Pineapple Dance Studios »  et « Danceworks »  dans divers styles de danse comme le breaking ou le jazz commercial avec Nicky Bentley (l'un des premiers professeurs de danse à Pineapple Dance Studios,) et avec le chorégraphe Shanie, qu'il décrit comme ayant influencé son style de funk et de jazz commerciale. Il a également étudié le popping et le locking avec Jimmy Williams, l'un des premiers « lockers » au Royaume-Uni, et assisté à des ateliers avec des chorégraphes invités de renommée internationale tels que Bryant Baldwin (États-Unis) et Mauro Mosconi (Italie),.

## Carrière

### Danse et chorégraphie
Tamsier a travaillé comme un danseur de scène pour Mary Kiani, Kym Mazelle, Jocelyn Brown, Martha Wash, MN8, Take That, Honeyz, impact Dance Productions (Royaume-Uni, Sadler's Wells) et est également apparu dans la tournée mondiale 1995 de Janet Jackson à la Wembley Arena (étape de la tournée à Londres, petite portion),,. Certains de ses travaux de théâtre musical comprennent Starlight Express, Fame, Rent, Hot Mikado et The Wiz,,,.
Son travail chorégraphique comprend « Consecrated Love » pour la Yozo Fass Dance Theatre Company, à la chorégraphie duquel il a participé et où il a dansé ; « Dance Fusion »  pour le Choreographer's Ball (Londres) et « Our Town Story »  pour Londres-Est (Borough londonien de Hackney) avec Ujamaa Arts, supporté par McDonald's pour le spectacle du Dôme du Millénaire de l'an 2000.
Avec son expérience dans les genres de danse traditionnels tels que le jazz et le ballet, Tamsier a également été impliqué dans la scène londonienne vogue underground à la fin des années 1980 ou au début des années 1990. Au début des années 1990, Tamsier a été l'un « New Way voguers » les plus reconnus au sein de la scène underground de Londres et a beaucoup travaillé dans plusieurs boîtes de nuit de Londres comme podium danseur ou « voguer », notamment Heaven Nightclub, Equinox, Tube, Lowdown, Trade, Vox et Busby's,,. C'est lorsqu'il qu'il travaillait comme danseur dans les années 1990 au Heaven que Tamsier a rencontré Jean Michel qui deviendra l'un de ses plus proches amis et son mentor pour la vogue. Tous deux fréquentaient régulièrement la scène londonienne, donnant des spectacles et s'engageant dans des batailles de vogue avec d'autres « voguers » de Londres.
En 1997, tout en travaillant pour l'hôte et performeur de Heaven Nightclub , Mlle Kimberley, en tant que danseur de scène vogue, Tamsier a été interviewé et photographié par le magazine de la culture alternative Bizarre. Le « look intéressant et le talent pour le voguing » de Tamsier ont fait de lui un candidat de choix pour une interview. Tamsier a fait confiance à son vieil ami et mentor Jean Michel pour lui enseigner les éléments de la vogue et pour être son mentor, ainsi que pour observer des voguers américains comme Willi Ninja et Hector Xtravaganza. En tant qu'utilisateur régulier de Pineapple Dance Studios à Covent Garden et Danceworks dans Bond Street, Tamsier a encouragé son mentor à donner des cours de vogue dans ces studios. Lorsque Jean Michel a finalement eu une place à Danceworks, Tamsier a aidé à passer le mot parmi ses amis danseurs « parmi lesquels certains n'ont eu aucune exposition réelle au voguing autre que ce qu'ils ont vu dans la  vidéo Vogue de Madonna en 1990 ». Tamsier assistait régulièrement au cours et soutenait son mentor.

### Enseignement
Tamsier était un instituteur et un professeur de danse, enseignant le jazz, le ballet et la danse contemporaine. Il a enseigné à la Carol Straker Dance School à Londres, au « Wood Green High School College of Sports », à l'Université de Birmingham et à la London Guildhall University,,,. Tamsier a animé des ateliers dans diverses écoles du centre-ville à Londres et dans les Midlands. Il était coach de danse et consultant pour Sandwell et le District métropolitain de Dudley en partenariat avec l'agence de développement de la région (« Advantage West Midlands ») et a organisé des ateliers de danse à travers les Midlands de l'Ouest. Il a également enseigné les « Qualifications and Curriculum Authority » GCSE et le syllabus des examens A-level de danse dans diverses écoles de la région y compris le programme du A-level en notation Laban. Il a également enseigné le jazz à un niveau avancé à professionnel dans différents studios de danse, notamment Adage Dance Studios à Harborne (Birmingham).

### Retraite et retour
Tamsier a pris sa retraite de la danse professionnelle (par intervalles) en 2001 pour poursuivre d'autres projets d'affaires, n'acceptant que des contrats de danse courts ou de l'enseignement. En mars 2015, Tamsier est sorti de sa retraite pour apparaître dans le clip de FKA twigs « Glass & Patron » en tant que danseur vogue vedette aux côtés de Javier Ninja, David Magnifique et Benjamin Milan. La vidéo a été officiellement lancée sur la chaîne YouTube de FKA twigs, le lundi 23 mars 2015.

## Acteur et mannequinat
Tamsier a joué quelques rôles et a fait du mannequinat pendant sa carrière lorsqu'il travaillait avec des administrateurs artistiques comme Michel Wallace (le chorégraphe et directeur artistique français du « Yozo Fass Dance Theatre Company ») et Paa C Quaye (l'acteur—réalisateur et directeur artistique Ghanéen du Ujamaa Arts). Tamsier est apparu comme acteur figurant dans le drame de 2002 Dirty Pretty Things réalisé par Stephen Frears et mettant en vedette Audrey Tautou, et dans la comédie de 2003 Love Actually, réalisée par Richard Curtis et mettant en vedette Hugh Grant, Liam Neeson et Colin Firth. Il était aussi un mannequin de costume de cinéma, télévision et théâtre pour Academy Costumes, et un de ses principaux emplois de mannequin a été de présenter les costumes de Lara Croft : Tomb Raider, le berceau de la vie film réalisé par Jan de Bont et mettant en vedette Angelina Jolie.

## Entrepreneur
Tamsier était un ancien directeur de « Bluewings Employment Security & Training Limited » et de « Blue Light Training Services Limited » dont il a démissionné,, il dirige aujourd'hui sa propre entreprise. Il est un investisseur dans des entreprises africaines cherchant un capital de démarrage ou d'expansion à travers la société MYC4. Tamsier a également été le fondateur du Centre de ressources sérère (en anglais « The Seereer Resource Centre  (SRC) »), une organisation qu'il a conçue en 2008. Le Centre de ressources sérère préserve et promeut la culture sérère, un groupe ethnique auquel Tamsier appartient.

## Filmographie
| Année | Film                                           | Rôle                                                     |
| ----- | ---------------------------------------------- | -------------------------------------------------------- |
| 2002  | Dirty Pretty Things                            | Homme bien habillé (bus)                                 |
| 2003  | Lara Croft : Tomb Raider, le berceau de la vie | Réservation de costumes                                  |
| 2003  | Love Actually                                  | Public noir ethnique                                     |
| 2015  | FKA Twigs' Glass & Patron                      | Danseur (clip vidéo)                                     |
| 2024  | Wicked                                         | Ozienne: Danseur d'Emerald City et propriétaire de salon |
| 2025  | (en production) Wicked: For Good               | Danseur ozienne                                          |